# GP La Marseillaise 2004
De 25e editie van de GP La Marseillaise werd gehouden op dinsdag 3 februari 2004 in Frankrijk. De wielerwedstrijd ging over 150 kilometer en werd gewonnen door de Australiër Baden Cooke, die ook de editie van 2006 op zijn naam zou schrijven.

## Uitslag
| GP d'Ouverture La Marseillaise 2004 |                  |                          |          |
| Plaats                              | Naam             | Ploeg                    | Tijd     |
| Winnaar                             | Baden Cooke      | FDJeux.com               | 3u38'30" |
| 2                                   | Jo Planckaert    | Mr. Bookmaker-Palmans    | z.t.     |
| 3                                   | Fabio Baldato    | Alessio-Bianchi          | z.t.     |
| 4                                   | Stefan van Dijk  | Lotto-Domo               | z.t.     |
| 5                                   | Gerben Löwik     | Chocolade Jacques-Wincor | z.t.     |
| 6                                   | Jérôme Pineau    | Brioches La Boulangère   | z.t.     |
| 7                                   | Ján Svorada      | Lampre                   | z.t.     |
| 8                                   | Jimmy Engoulvent | Cofidis                  | z.t.     |
| 9                                   | Paolo Bossoni    | Lampre                   | z.t.     |
| 10                                  | John Nilsson     | Auber 93                 | z.t.     |

1980 · 1981 · 1982 · 1983 · 1984 · 1985 · 1986 · 1987 · 1988 · 1989 · 1990 · 1991 · 1992 · 1993 · 1994 · 1995 · 1996 · 1997 · 1998 · 1999 · 2000 · 2001 · 2002 · 2003 · 2004 · 2005 · 2006 · 2007 · 2008 · 2009 · 2010 · 2011 · 2012 · 2013 · 2014 · 2015 · 2016 · 2017 · 2018 · 2019 · 2020 · 2021 · 2022 · 2023 · 2024 · 2025